# フウチョウソウ目
フウチョウソウ目（フウチョウソウもく、Capparales）は双子葉植物の分類群でフウチョウソウ科をタイプ科とするもの。アブラナ科、フウチョウソウ科などを含むが、内容は分類体系によって異なる。

## クロンキスト体系
クロンキスト体系の分類におけるフウチョウソウ目は以下の科を含む：
- トウァリア科 Tovariaceae
- フウチョウソウ科 Capparaceae
- アブラナ科 Brassicaceae
- ワサビノキ科 Moringaceae
- モクセイソウ科 Resedaceae

なお、新エングラー体系ではこれらをケシ目に含めているが、現在ではケシ科とは縁が遠い（形態的にはやや似ているが）ことがわかっている。

## APG植物分類体系のアブラナ目
|  | アムボレラ科 スイレン科 アウストロバイレヤ目 センリョウ科 カネラ目 コショウ目 クスノキ目 モクレン目 ショウブ目 オモダカ目 キジカクシ目 ヤマノイモ目 ユリ目 タコノキ目 ダシポゴン科 ヤシ目 イネ目 ツユクサ目 ショウガ目 マツモ目 キンポウゲ目 アワブキ科 ヤマモガシ目 ツゲ科 ヤマグルマ科 グンネラ目 アエクストキシコン科 ベルベリドプシス科 ビワモドキ科 ナデシコ目 ビャクダン目 ユキノシタ目 クロッソソマ目 フウロソウ目 フトモモ目 ニシキギ目 キントラノオ目 カタバミ目 マメ目 バラ目 ウリ目 ブナ目 アブラナ目 アオイ目 ムクロジ目 ミズキ目 ツツジ目 ガリア目 リンドウ目 シソ目 ナス目 モチノキ目 セリ目 キク目 マツムシソウ目 |

APG植物分類体系では、これに他の科を加えてアブラナ目 (Brassicales) と称している。これは以下の通り：
- アカニア科 Akaniaceae
  - ブレッシュネイデラ科 Bretschneideraceae
- バティス科 Bataceae
- アブラナ科 Brassicaceae（旧フウチョウソウ科を含む）
- パパイア科 Caricaceae
- Emblingiaceae
- ギロステモン科 Gyrostemonaceae
- Koeberliniaceae
- リムナンテス科 Limnanthaceae
- ワサビノキ科 Moringaceae
- Pentadiplandraceae
- モクセイソウ科 Resedaceae
- サルウァドラ科 Salvadoraceae
- Setchellanthaceae
- トウァリア科 Tovariaceae
- ノウゼンハレン科 Tropaeolaceae

アブラナ科とフウチョウソウ科は近縁で、詳細な系統関係はまだ明らかになっていない（アブラナ科はフウチョウソウ科の中の1系統であるかもしれない）ため、ここでは暫定的にアブラナ科としてまとめている。
フウチョウソウ科、アブラナ科、ワサビノキ科や、新たに加えられたパパイア科、ノウゼンハレン科などは、カラシ油配糖体（ワサビやカラシの辛味成分イソチオシアン酸アリルのもとになる）を含む。これ以外にもカラシ油配糖体を含む植物はわずかにあるものの、ほぼアブラナ目の特徴といってよい。